# Перепись населения Румынии (2002)

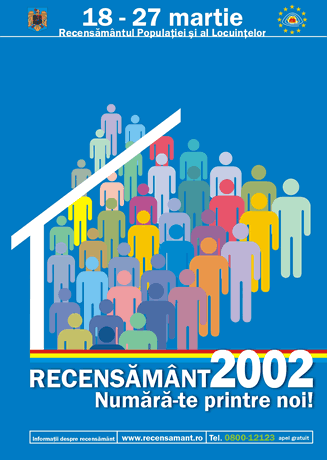
Перепись населения Румынии 2002 года

Перепись 2002 года (рум. Recensământul din anul 2002) стала первой общенациональной переписью населения в постсоветской республике Румыния, а также первой, зафиксировавшей существенное снижение числа жителей страны — на 4,9 % (с 22 810 035 до 21 698 181чел.) перепись проходила с 18 по 27 марта 2002 года. Проводил её Госкомстат Румынии. За межпереписной период страна потеряла 1 111 854 чел. При этом общая убыль населения, как и в Болгарии, объяснялась как появившейся естественной убылью, так и интенсивным миграционным оттоком населения всех национальностей, преимущественно в страны Западной Европы и Северной Америки.

## Этнический состав

### Национальный состав
| Национальный состав, % | 1992 г., перепись | 2002, перепись | убыль, % | Всего, % |
| Румыны                 | 20 487 317        | 19 409 400     | −4,9 %   | 89,5 %   |
| Венгры                 | 1 624 959         | 1 434 377      | −11,8 %  | 6,6 %    |
| Цыгане                 | 401 087           | 535 250        | +33,4 %  | 2,5 %    |

Демографическая эволюция различных этносов страны была неодинаковой. За межпереписной период число румын сокращалось из-за высокой естественной и миграционной убыли. Впервые за всю новейшую историю страны их численность сократилась, а доля перестала расти, стабилизир. на уровне 89,5 %. Естеств. и миграционн. убыль венгров была ещё большей. В результате эмиграции, немецкая община сократилась более чем вдвое и теперь уступает по численности украинской, сокращавшейся менее стремительно. Высокий ест. прир. цыган компенсировал их небольшой миграционный отток. В результате, доля и численность цыган в стране заметно увеличилась, достигнув рекордных отметок. Помимо этого, перепись зафиксировала рост числа турок и греков.